# Dynastie Namgyal du Ladakh
Pour les articles homonymes, voir Namgyal.

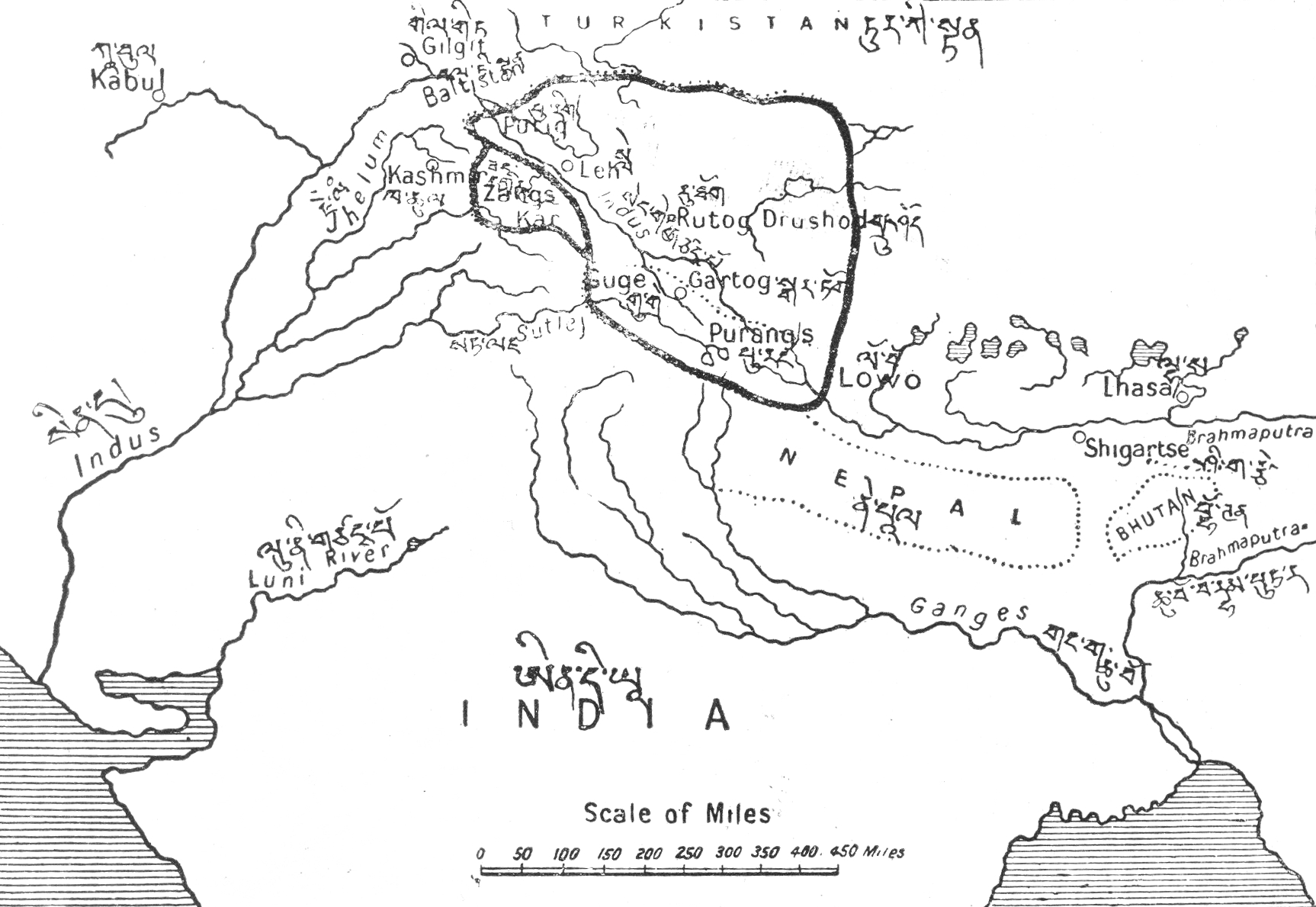
Empire du Ladakh de 975 à 1000

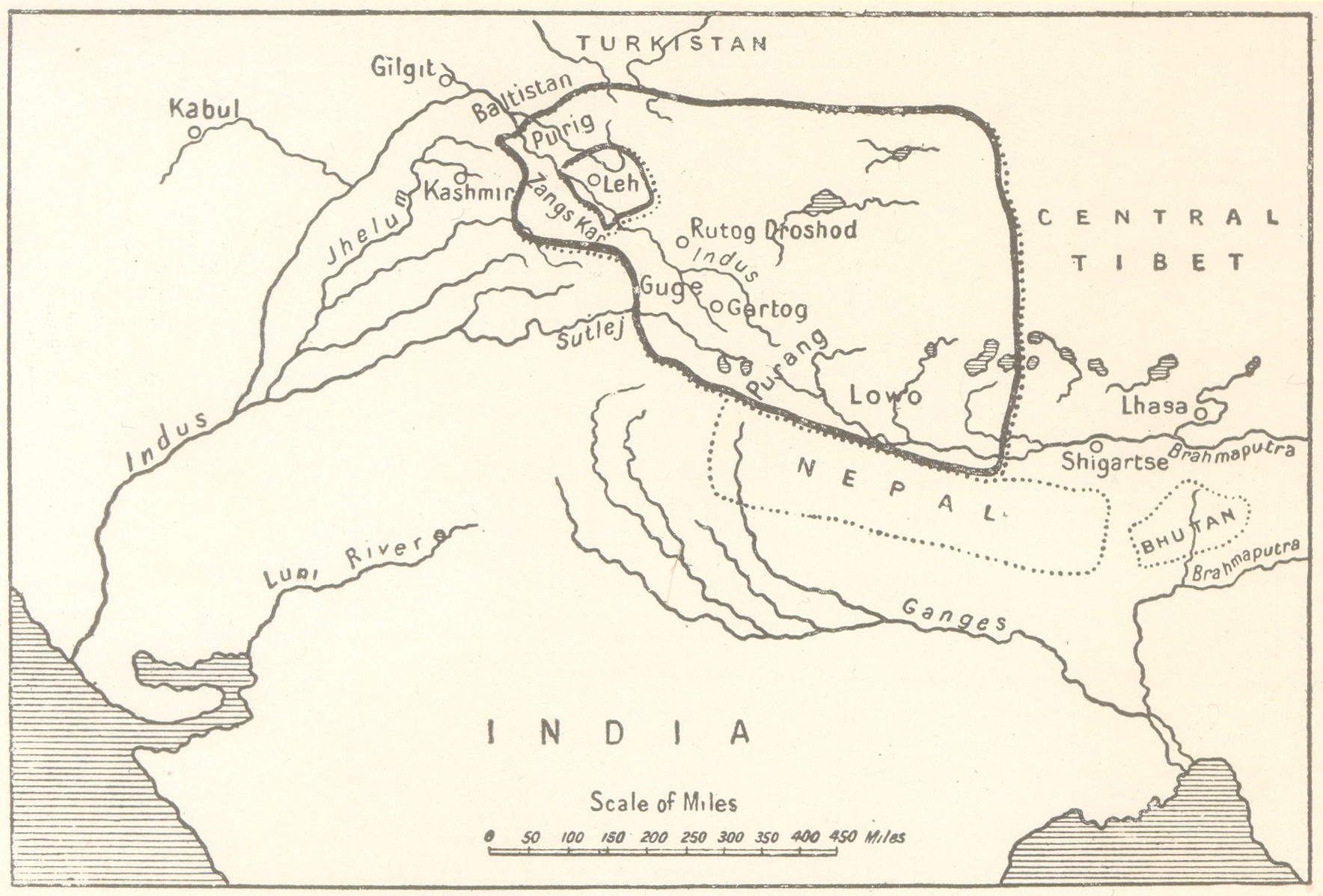
Empire du Ladakh de 1560 à 1600

La dynastie Namgyal du Ladakh est une dynastie de raja (du sanskrit राजा (rājā), « roi ») et de maharaja (महाराज (mahārāja), « grand roi »), titrée gyalpo (du tibétain རྒྱལ་པོ (rgyal po), « roi »), qui exerça son pouvoir sur l'Empire du Ladakh au moment de son apogée (un territoire compris aujourd'hui entre l'extrême-nord de l'Inde et le sud-ouest du Tibet), de 1470 à 1834.
Leur siège historique au plus fort de leur pouvoir se situait dans le Palais de la Victoire à Leh, capitale du royaume. Depuis l'annexion du Ladakh par les Dogras de Jammu (inféodés à l'empire sikh) au milieu du XIXe siècle, la famille royale est installée au Palais de Stok, dans le village de Stok. Elle parvint à se maintenir au rang de zamindar dans le royaume du Jammu-et-Cachemire, se voyant conférées des terres autour de Stok. Bien que non prééminents dans la république indienne moderne, les membres de la dynastie ont encore une certaine influence dans l'actuel territoire de Ladakh, à minima honorifique. Peut être ainsi remarqué la présence en politique de la rani Parvati Devi (en), ancienne reine-mère qui a été notamment député de la Lok Sabha (chambre basse du parlement indien) de 1977 à 1980.

## Liste des rois du Ladakh
,
| #  | Nom                                                                                                 | Dates de naissance et de mort | Règne       | Historique |
| -- | --------------------------------------------------------------------------------------------------- | ----------------------------- | ----------- | --- |
| 1  | Skid-l De Nyi-mamGon                                                                                | ? – ?                         | 975 – 990   | Skid-l De Nyi-mamGon est le premier roi du royaume du Ladakh, il fonde le royaume en 975. La Dynastie de Ladakh est de la même famille que la royauté de Sikkim.                                                         |
| 2  | Lha-Chen dPal-gvi mGon                                                                              | ? – ?                         | 990 – 1020  | |
| 3  | Gro-mGon - Chos-mGon                                                                                | ? – ?                         | 1020 – 1050 | |
| 4  | Lha-chen Grags-pa lDe                                                                               | ? – ?                         | 1050 – 1075 | |
| 5  | Lha-Chen Bvang-Chub Sems-pa                                                                         | ? – ?                         | 1075 – 1100 | |
| 6  | Lha-Chen rGyal-Po                                                                                   | ? – ?                         | 1100 – 1125 | |
| 7  | Lha-Chen Ot-pa-llaha                                                                                | ? – ?                         | 1125 – 1150 | |
| 8  | Lha-Chen Nag-Lug                                                                                    | ? – ?                         | 1150 – 1175 | |
| 9  | Lha-Chen dGe dhe-dGe-Bum                                                                            | ? – ?                         | 1175 – 1200 | |
| 10 | Lha-Chen Jo-rDor                                                                                    | ? – ?                         | 1200 – 1230 | |
| 11 | Lha-Chen bTa-Shs mGon                                                                               | ? – ?                         | 1230 – 1265 | |
| 12 | Lha-Chen Lha-rGyal                                                                                  | ? – ?                         | 1265 – 1275 | |
| 13 | Lha-Chen Jo-dPal                                                                                    | ? – ?                         | 1275 – 1300 | |
| 14 | Lha-Chen dNgo-drub mGon                                                                             | ? – ?                         | 1300 – 1325 | |
| 15 | Lha-Chen rGyal-bu Rin-Chem                                                                          | ? – ?                         | 1325 – 1350 | |
| 16 | Lha-Chen Shes- Rab                                                                                  | ? – ?                         | 1350 – 1375 | |
| 17 | Lha-Chen Khri-grzng lbe                                                                             | ? – ?                         | 1375 – 1400 | |
| 18 | Lha-Chen Drags-pa 'Bum-lde'                                                                         | ? – ?                         | 1430 – 1455 | |
| 19 | Lha-Chen bLo-gRos mChog-lDan                                                                        | ? – ?                         | 1455 – 1475 | |
| 20 | Lhachen Bhagan (nl) ou Bargan Lhachen Rinchen Namgyal Wylie : Ba-rGan Lha-Chen Rinchen rNam - rgyal | ? – ?                         | 1475 – 1500 | |
| 21 | Tashi Namgyal tibétain : བཀྲ་ཤིས་རྣམ་རྒྱལ།, Wylie : bKra-Shri-rNam-rgyal                                 | ? – ?                         | 1500 – 1532 | |
| 22 | Tsewang Namgyal tibétain : ཚེ་དབང་རྣམ་རྒྱལ།, Wylie : Tshe-dbang-rNamgyal                                | ? – ?                         | 1532 – 1560 | |
| 23 | Jamyang Namgyal (nl) tibétain : འཇམ་དབྱངས་རྣམ་རྒྱལ།, Wylie : Jam-dbyangs-rNamgyal                       | ? – ?                         | 1560 – 1590 | |
| 24 | Sengge Namgyal tibétain : སེང་གེ་རྣམ་རྒྱལ།, Wylie : Senegge-rNam-rgyal                                   | ? – ?                         | 1590 – 1620 | |
| 25 | Deldan Namgyal (nl) ou Delden Namgyal, tibétain : བདེ་ལྡན་རྣམ་རྒྱལ།, Wylie : bDe-ldan-rNam-rGyal         | ? – ?                         | 1620 – 1645 | |
| 26 | De-Legz Namgyal Wylie : De- legs rNam - rgyal                                                       | ? – ?                         | 1645 – 1680 | |
| 27 | Nyima Namgyal tibétain : ཉི་མ་རྣམ་རྒྱལ།, Wylie : Nyi-ma-rNam-rgyal                                      | ? – ?                         | 1680 – 1720 | |
| 28 | De-Skyonk Namgyal Wylie : b-De-skyong-rNam-rgyal                                                    | ? – ?                         | 1720 – 1740 | |
| 29 | Phunshog Namgyal Wylie : Phun - tshog rNam - rgyal                                                  | ? – ?                         | 1740 – 1760 | |
| 30 | Tsewang Namgyal II tibétain : ཚེ་དབང་རྣམ་རྒྱལ།, Wylie : Tshe-dbang-rNam-rgyal                           | ? – ?                         | 1760 – 1780 | |
| 31 | Thupstan Namgyal Wylie : Tshe-brtan-rNam-rgyal                                                      | ? – ?                         | 1780 – 1790 | Il meurt à l'âge de 24 ans. |
| 32 | Tsepal Döndrup Namgyal tibétain : ཚེ་དཔལ་དོན་གྲུབ་རྣམ་རྒྱལ།, Wylie : Tshe-dpal-rNam-rgyal                  | ? – ?                         | 1790 – 1830 | |
| 33 | Tsewang Raftan ou Tsewang Rabten, Wylie : Tshe-dbang-Rab-brtan                                      | ? – ?                         | 1830 – 1834 | Annexion du Royaume du Ladakh par le général Zorawar Singh Kahluria (en) de Jammu (sous suzeraineté de l'empire sikh) en 1834. Après quoi il accepte la suzeraineté des vassaux du Cachemire du Raj britannique en Inde. |
| 34 | Jigmet Namgyal Jigmet Dadul                                                                         | ? – ?                         | 1834 – 1873 | |
| 35 | Sonam Namgyal Wylie : bSod-nams-rNam-rGyal                                                          | ? – ?                         | 1873 – 1896 | |
| 36 | Jigmet Dadul Namgyal                                                                                | ? – ?                         | 1896 – 1949 | |
| 37 | Kunzang Namgyal Wylie : dKun-bzang rNam-rgyal                                                       | ? – ?                         | 1925 – 1974 | |
| 38 | Jigmet Wangchuk Namgyal Wylie : Jig-med dbang-chuk rNam-rgyal                                       | 1966 –                        | 1974 –      | |
| 39 | Jigmet Namgyal Wylie : bStan-rdzin Jig-med rNam-rgyal                                               | 1997 –                        | –           | |